# Bob Brown (Politiker, 1944)

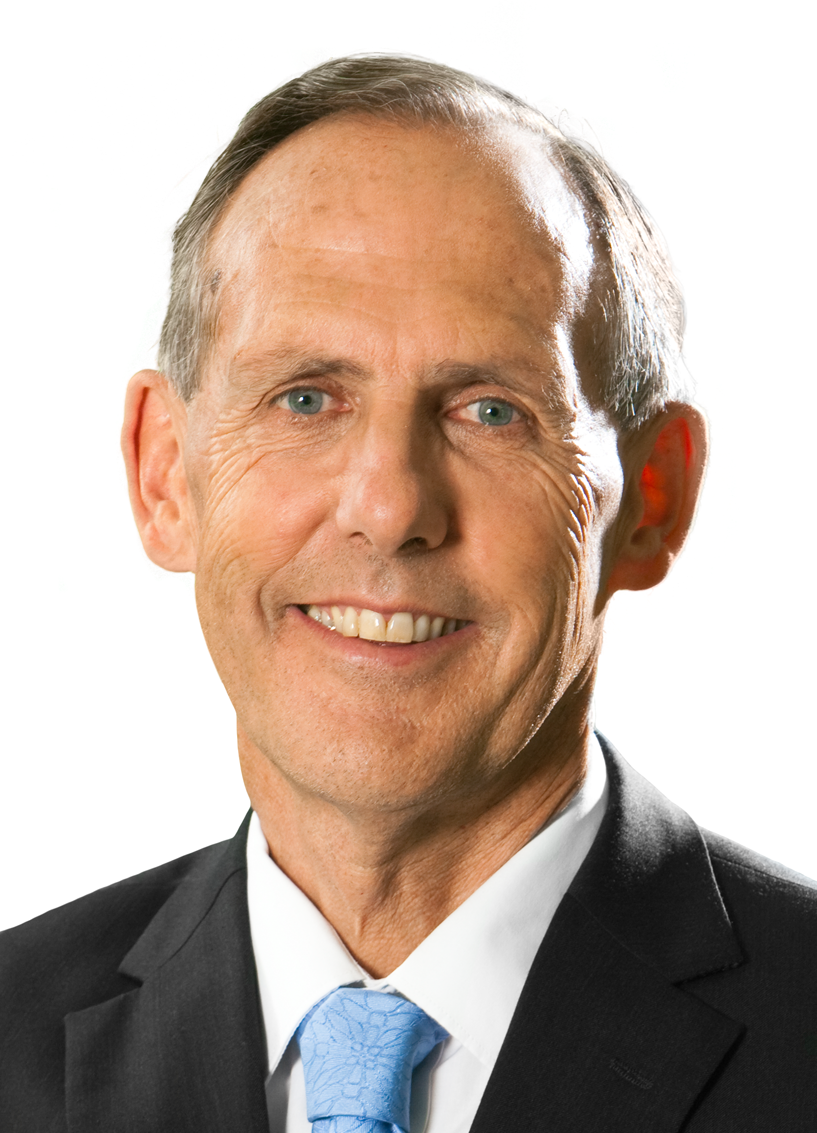
Bob Brown, Parteiführer der Australischen Grünen

Robert James Brown (* 27. Dezember 1944 in Oberon, New South Wales) ist ein ehemaliger australischer Politiker, von 1996 bis 2012 ein australischer Senator und bis April 2012 Vorsitzender der Australischen Grünen. Er ist der erste offen bekennende Homosexuelle im australischen Parlament.
Brown gelangte international in die Schlagzeilen, als er am 23. Oktober 2003 von einer Parlamentssitzung ausgeschlossen wurde, nachdem er während einer Rede von George W. Bush das diplomatische Protokoll durch Zwischenrufe störte. Browns Senatskollege Kerry Nettle wurde ebenfalls suspendiert.
Seit 2012 führt Brown die Einsätze der Organisation Sea Shepherd Conservation Society.

## Leben
Bob Brown wurde in Oberon geboren. Er besuchte die Trunkey Public School und später die Blacktown Boys High School, wo er in seinem Abschlussjahr auch zum Schulsprecher gewählt wurde. Nach dem Highschool-Abschluss schrieb er sich an der Universität Sydney im Fach Medizin ein.
Nach seinem Abschluss zog er 1972 nach Tasmanien, wo er in Launceston eine allgemeinärztliche Praxis eröffnete.
Brown veröffentlichte mehrere Bücher, unter anderem Wild Rivers (1983), Lake Pedder (1986), Tarkine Trails (1994), The Greens (1996) (mit Peter Singer), Memo For A Saner World (2004) sowie Tasmania's Recherche Bay (2005). 2004 brachte James Norman die erste autorisierte Biografie Browns heraus (Bob Brown: A Gentle Revolutionary).
Brown lebt mit seinem langjährigen Lebenspartner in Hobart.

## Politischer Werdegang

### Engagement in Umweltgruppen
Bald begann er sich in der Umweltbewegung zu engagieren, speziell beim Kampf um den Schutz des Lake Pedder, der heute von drei Staudämmen aufgestaut wird. Dadurch wurde er Mitglied der United Tasmania Group, Australiens erster grüner Partei. In einem Zeitungsinterview bekannte er sich damals erstmals öffentlich zu seiner Homosexualität.
1978 wurde Brown zum Direktor der Tasmanian Wilderness Society berufen. In den frühen 1980er Jahren wurde er zum Anführer einer Kampagne gegen die Errichtung des Franklin Staudamms, der den Franklin River zum Zwecke der Stromgewinnung aufstauen sollte. Im Zuge einer Demonstration wurde Brown 1983, gemeinsam mit 1500 anderen Staudamm-Gegnern, festgenommen. Anschließend musste er 19 Tage im Risdon-Gefängnis der Inselhauptstadt Hobart verbringen. Am Tage seiner Entlassung wurde Brown ins Tasmanische Parlament gewählt. Die Kampagne gegen den Staudamm war letztendlich auch erfolgreich, nachdem die tasmanische Regierung mit einem Gesetz zum Schutz des Franklin River Valleys intervenierte.

### Arbeit im tasmanischen Parlament
Während seiner ersten Wahlperiode brachte Brown eine Reihe privater Gesetzesinitiativen auf die Tagesordnung, zum Beispiel Informationsfreiheit, ein gesetzliches Recht auf Würdevolles Sterben („Death with Dignity“), die Senkung der Diäten, eine Reform des Rechts von Homosexuellen, das Verbot von Legehennenbatterien und ein nuklearfreies Tasmanien. Sein Vorschlag von 1987, halbautomatische Waffen zu verbieten, wurde von den Parlamentsmitgliedern der Liberal Party of Australia und der Australian Labor Party im „House of Assembly“ (dem Unterhaus) abgelehnt. Neun Jahre später wurden automatische Waffen angesichts des „Massakers von Port Arthur“, bei dem durch einen Amoklauf 35 Menschen starben, dann doch verboten.
Durch das Verhältniswahlrecht gelang es den Grünen 1989 fünf der 35 Sitze im tasmanischen Parlament zu gewinnen. Brown wurde der inoffizielle Parteivorsitzende, obwohl die Australian Greens zu der Zeit noch keine formalen Führungspositionen hatten. Die Grünen stimmten einer Unterstützung der Labor-Minderheitsregierung zu. Diese Übereinkunft zerbrach jedoch an Uneinigkeiten über die Forstwirtschaftspolitik. 1993 trat Brown von seinem Mandat zurück und versuchte als Kandidat für das australische Repräsentantenhaus gewählt zu werden. Dies gelang jedoch nicht.

### Arbeit im australischen Senat
1996 wurde Brown für Tasmanien in den Senat, das australische Oberhaus, gewählt. Er war ein offener Gegner der konservativen Regierung unter John Howard und vertrat grüne und menschenrechtliche Themen, einschließlich internationaler Angelegenheiten wie Tibet, Osttimor und Westneuguinea. Er brachte außerdem Gesetzesvorschläge für eine Verfassungsreform, den Schutz der Wälder, gegen die Lagerung von Atommüll, für ein Verbot der Mindeststrafenregelung von Aboriginekindern und für die Senkung der Emission von Treibhausgasen ein.
Bei den Wahlen 2001 wurde Browns Senatssitz trotz Stimmenverlusten bestätigt. Brown war im Folgenden ein starker Gegner der restriktiven Flüchtlingspolitik der Regierung Howard. Anlass waren die Streitigkeiten um das norwegische Frachtschiff „MS Tampa“, das mehrere hundert zumeist afghanische Flüchtlinge vor den Christmas Islands (zu Australien gehörend) aus Seenot gerettet hatte. Australien weigerte sich hartnäckig, die Flüchtlinge aufzunehmen, und letztendlich erklärte sich der winzige Pazifikstaat Nauru gegen finanzielle Zugeständnisse von australischer Seite bereit, sie im Nauru Detention Centre aufzunehmen. Brown kritisierte zudem auch den Labor-Oppositionsführer Kim Beazley ob seiner Duldung von Howards Vorgehensweise in der Angelegenheit auf das Schärfste.
Brown ist auch als führender Kritiker der Beteiligung Australiens im Irakkrieg 2003 unter den Anhängern der Anti-Kriegs- und Friedensgruppen bekannt.
Trotz seiner eher mürrischen und humorlosen Art ist er weithin wegen seiner Courage und seiner Überzeugung bewundert. Ein Beispiel für seine Toleranz und zugleich für seinen trockenen Sinn für Humor ist seine Reaktion auf die Absicht Fred Nile's, für die Christian Democratic Party of Australia 2004 für den Senat zu kandidieren. Brown wurde daraufhin mit „Durch ihn haben die Grünen die Möglichkeit, ihre menschenfreundliche Ansichten zu unterstreichen, was in den letzten drei oder vier Jahren bereits zu einer Verdopplung der grünen Wählerstimmen geführt hat.“ zitiert. Er spielt dabei auf die häufigen kontroversen Aussagen des umstrittenen Politikers, eines Pfarrers, an. Dieser ist für seine extrem ablehnende Haltung Homosexuellen gegenüber bekannt und hatte unter anderem gefordert, dass schwule Männer in Quarantäne gehalten werden sollten, um die Ausbreitung von AIDS einzudämmen oder muslimischen Frauen das Tragen des Tschadors verboten werden sollte, weil man darunter Waffen tragen könne. Ihn und Brown verbindet eine Art Intimfeindschaft.
Als der US-amerikanische Präsident George W. Bush am 23. Oktober 2003 die australische Hauptstadt Canberra besuchte, wollten ihn linke Abgeordnete der Labor Party mit einem an ihn gerichteten Brief ihre Ablehnung des Irak-Krieges verdeutlichen. Nur Brown und sein Senatskollege Nettle gingen so weit, seine Rede bei einer gemeinsamen Sitzung des Repräsentantenhauses und des Senats durch wiederholte Zwischenrufe zu stören. Sie trugen dabei Schilder mit Hinweisen auf David Hicks und Mamdouh Habib, zwei australische Staatsbürger, die seit ihrer Festnahme in Afghanistan bzw. Pakistan in Guantánamo Bay, Kuba im Gefängnis saßen (Habib wurde seither entlassen). Bush begegnete den Störungen mit Humor, aber der Parlamentspräsident (Speaker of the House) Neil Andrew schloss sie für 24 Stunden von den Sitzungen aus. Das hatte gleichzeitig zur Folge, dass sie bei einer Rede des chinesischen Staatspräsidenten Hu Jintao am folgenden Tag nicht anwesend sein konnten und so aus Sicht des Parlamentspräsidenten einer möglichen erneuten Störung vorgebeugt war.
Brown war gegen die Änderung des Heiratsgesetzes (sog. Marriage Act) 2004 und sagte „Mr. Howard sollte sich entspannen und gleichgeschlechtliche Hochzeiten als Teil des zukünftigen Gesellschaft akzeptieren.“
Im Dezember 2004 versuchte der Holz-Konzern Gunns Limited Brown und andere auf 6,3 Mio. AUS$ zu verklagen. Dies wurde von den Medien als „anhaltende Störung von Kampagnen und Aktivitäten“ von politischen Institutionen gewertet. Die Klage wurde vom Supreme Court, dem obersten Gericht, abgewiesen, die Kosten hatte Gunn Ltd. zu tragen.
Am 28. November 2005 wurde Brown formal zum ersten parlamentarischen Vorsitzenden der Australian Greens gewählt. Zuvor war er bereits seit seiner Wahl zum Senator 1996 mehr als ein Jahrzehnt De-facto-Vorsitzender der Grünen, die bis dahin keinen formellen Vorsitzenden hatten.

## Auszeichnungen
- Medaille des Ordem de Timor-Leste (2016)[5]